# ミオシン

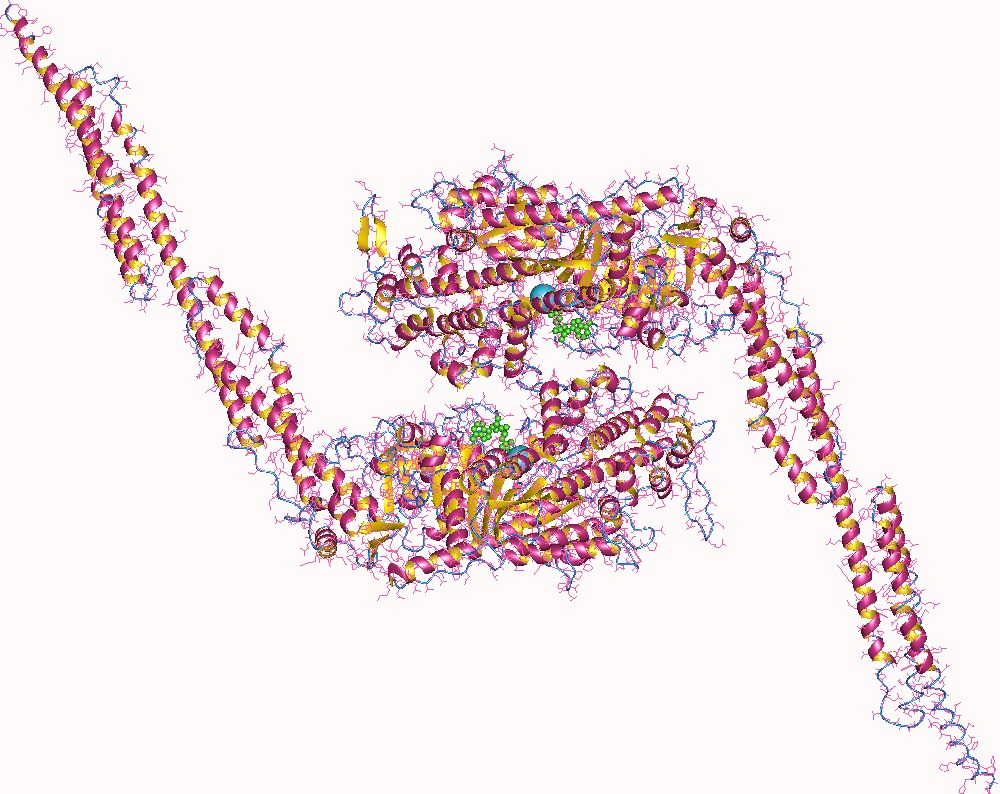
myosin HC (fragment) dimer, Dictyostelium discoideum.

ミオシン（英: myosin）は、アクチン上を運動するタンパク質である。ミオシンはATPase活性を持ち、ATPを加水分解しながら、－端から＋端に向かってアクチンフィラメント上を移動するモータータンパク質である。例外としてミオシンVIは-端側に向かって運動する。ミオシンが固定されている場合、ミオシンの位置は変わらず、引っぱられてアクチンフィラメントの方が動く。この典型的な例が、骨格筋の収縮である。

## 概要
ミオシンIIは、2本ずつの重鎖と、個々の重鎖に2本ずつの軽鎖の、合計6本のポリペプチド鎖からなる複合体である。はじめは骨格筋から単離された。後に、二量体を形成しないミオシンI が発見された。この際に、筋肉由来のミオシンは2つの重鎖を持ち、新しく発見されたミオシンIは重鎖を1つ持つ事から、発見された順番とは逆にナンバリングされた。これ以降に発見されたミオシンIII以降は、単純に同定された順番が反映されている。ミオシンファミリーはミオシンIIのように二量体を形成するミオシンと、ミオシンIのように単量体で働くミオシンが存在する。重鎖に結合する軽鎖の数にはファミリー間でばらつきがあり、ミオシンIIでは各重鎖に2個ずつであるが、ミオシンVでは各6個ずつ結合する。筋繊維に多量に存在し、筋肉の収縮等に関与するほか、様々なタイプのミオシンがあり、細胞の移動や細胞分裂にも関わっていることが明らかにされている。筋収縮では、II型ミオシンが関与している。
筋収縮は、ミオシンフィラメントとアクチンフィラメントの相対的位置変化により起こる。まず、ATPがミオシンと結合する。加水分解により、ADPとリン酸に分解される。この分解で、ミオシンの頭部の構造が変化し、アクチンに沿って移動し、新たな場所に弱く結合する。すると、リン酸が離れ、さらに強い結合となる。その後、ADPがミオシンから離れ、ミオシンの構造変化による引っ張りが、収縮となる。筋収縮だけでなく、ミオシンファミリー（Myosin IXbを除く）一般的に、ミオシンATP加水分解サイクルは、
であると考えられている。
このサイクルの内、ミオシン (ATP, Mg)、ミオシン (ADP, Pi, Mg) は弱アクトミオシン結合状態であり、ミオシン (ADP)、 ミオシン (ADP, Mg)、ミオシン（ノーヌクレオチド）は強アクトミオシン結合状態である。尚、特殊なアクトミオシン結合状態を持つ、ミオシンIXbはATP（またはADP）、Pi結合状態でも、強アクトミオシン結合を取ると考えられている。このサイクルの内、力発生過程はリン酸解離過程とADP放出過程（もしくはADP結合状態異性化過程）の2段階に分かれて起こると考えられている。一分子計測により、力発生が2段階に分かれて発生する事は、多くのミオシンファミリーで確認されているが、直接的にATP加水分解サイクルと力発生の対応関係を証明する実験結果は得られていない。その為に、力発生とATP加水分解サイクルの対応関係は完全に確立されたモデルでは無いが、恐らく正しいであろうと考えられている。
この機構は、さらに細胞質中のカルシウムイオン濃度の変化により制御される。筋収縮制御に於いては、カルシウムイオン非存在下では、アクチンフィラメント上に結合したトロポミオシンが、アクチン上のミオシン結合部位を立体的に塞いでおり、ミオシンがアクチンフィラメントと相互作用する事が出来ない。カルシウムイオン存在下では、トロポミオシン上のトロポニン (C,I,T) 複合体にカルシウムが結合する事で、トロポニン複合体及びトロポミオシンの構造変化が促される。その結果として、アクチンフィラメント上のミオシン結合部位が露出し、アクチンフィラメントとミオシンの相互作用が可能となる。トロポニン複合体はトロポニンTサブユニットを介してトロポミオシンと結合しており、カルシウムイオンは、トロポニン複合体の内、トロポニンCサブユニットに結合する。カルシウムイオン結合に伴ったトロポニンCの構造変化が、トロポニンIの構造変化を引き起こし、このトロポニンIの構造変化がトロポミオシンの構造変化を引き起こすと考えられている。また、ミオシンV等の筋収縮を担わないミオシンファミリーに於いても、カルシウムイオン依存的な軽鎖解離が、ミオシン活性を制御していると考えられている。
人類の進化の過程で、このミオシンの突然変異が顎の筋肉の進化に影響して、結果、他の霊長類と脳の発達において区別しているのではないかと考える学説があるが、この説に関しては論争もある。

## ミオシンの分類
ミオシンの大きな分類の仕方は2種類ある。1つは構造に従い、筋肉型ミオシンと非筋肉型ミオシンに分類する方法であり、もう1つが運動性質に従い、プロセッシブ型ミオシン (processive myosin) と、ノンプロセッシブ型ミオシン (non-processive myosin) に分類する方法である。

## 筋肉型ミオシンと非筋肉型ミオシン
非筋肉型ミオシンはコイルドコイルを形成する事で二量体を形成するか、もしくは形成しないで単量体として働くミオシンであるが、筋肉型ミオシン（筋肉型II型ミオシン）は二量体を形成した後に、さらにミオシン同士が重合する事で巨大なミオシンフィラメントを構成する。II型ミオシンは筋肉のみでなく、通常の体細胞にも存在しているが、非筋肉型ミオシンはミオシンフィラメントを形成する事は無い。アクチンが高イオン強度下で重合してフィラメントを形成するのに対して、ミオシンは低イオン強度下で重合しフィラメントを形成する。過去の実験に於いて、筋肉からミオシンもしくはアクチンを単離精製する際は、この性質の違いを利用して分離していた。

## ノンプロセッシブ型ミオシン
ミオシンは連続してアクチンフィラメント上を運動するような印象が持たれる事があるが、実際はそうでは無いミオシンが多い。アクチンフィラメント上で連続した運動を行う事が出来るミオシンがプロセッシブ型ミオシン、1度の力発生後にアクチンフィラメントから完全に解離して連続運動を行う事が出来ないミオシンがノンプロセッシブ型ミオシンとそれぞれ呼ばれる。
良く知られているII型ミオシン（筋肉型、非筋肉型）は、連続運動を行う事が出来ないノンプロセッシブ型ミオシンに分類される。筋肉に於いて、ミオシンフィラメントがアクチンフィラメント上を連続して滑り運動をしているように見えるのは、多分子のミオシンが関わっている為に、1つ1つのミオシンIIが1度の力発生毎にアクチンフィラメントから解離しても、ミオシンフィラメント全体としてはアクチンフィラメントから解離しない為である。
一般的にノンプロセッシブ型ミオシンのATP加水分解の律速段階はリン酸放出過程である。リン酸放出後に起こるマグネシウム放出、ADP解離はリン酸放出に伴い直ちに行われる。ただし、これらはミオシンに分子内張力が働いていない時の話であり、分子内張力のATP加水分解サイクルに対する影響は以下の『プロセッシブ型ミオシン』の項を参照して欲しい。
筋収縮やオルガネラ輸送のように、多分子が同時にアクチンフィラメントと相互作用して働くミオシンはノンプロセッシブ型である事が多い。これは、多分子のミオシンが同時に働く際に、力発生時以外もアクチンと相互作用し続けるミオシンが存在すると、そのアクトミオシン結合が分子摩擦として働き、運動の効率を低下させてしまうせいだと考えられている。一方で小胞輸送等、少数の分子により達成される運動は、プロセッシブ型ミオシンによって担われている事が多い。

## プロセッシブ型ミオシン
アクチンフィラメントから完全に解離する事が無く、連続運動を行う事が出来るプロセッシブ型ミオシンの代表例としては、ミオシンVa, b, VI, VII, IX等が知られている。特に、ミオシンVaやVIを用いた研究が盛んに行われて来ている。ミオシンVcや酵母型ミオシンVは、ミオシンVファミリーの仲間であるが、これらはノンプロセッシブ型ミオシンであり、ミオシンVファミリー全体がプロセッシブ型ミオシンでは無い。プロセッシブ型ミオシンのATP加水分解サイクルに於ける律速段階はADP放出過程である。ADP結合型ミオシンはアクチンフィラメントに対して強結合状態を取る為に、ADP放出が律速段階になる事によってプロセッシブ型ミオシンは安定して、アクチンフィラメント上に結合する事が出来ると考えられている。
ミオシンXIを除き、他のプロセッシブ型ミオシンは二量体を形成するミオシンであり、ヒトが歩行するように交互にモータードメインをアクチンフィラメント上で動かす事によって連続運動を行うと考えられている（ハンドオーバーハンドモデル）。この過程は蛍光標識したミオシン分子を用いた1分子計測や、原子間力顕微鏡 (AFM) を用いた1分子計測により既に直接可視化されている。
ハンドオーバーハンドモデルに於いては、二量体を形成する2つのミオシン分子間で協調的なATP結合サイクルが行われる事が必須である。この分子間の協調性を達成しているのが、分子間に働く分子内張力であると考えられている。分子内張力によるATP加水分解サイクル制御は、現在迄に多くのミオシン分子を用いてレーザートラップを用いた1分子計測により確認されている。1つのミオシン二量体内に於いて、進行方向側のアクチンフィラメントに結合したミオシンには進行方向逆向きの分子内張力が働く事になり、一方で、進行方向後ろ側（次に力発生するミオシン）には進行方向側の分子内張力が働く事になる。通常の律速段階もADP放出であるが、進行方向逆側の分子内張力が働く事で、ミオシンからのADP放出はさらに抑制される。一方で、進行方向側の分子内張力が働いたミオシンからのADP放出は促進されると考えられている。そのために、ミオシン二量体に於いて、常に進行方向後ろ側のミオシンからのみADPの放出が起こる事になる。ADP解離が起こったミオシンには、ATPが結合する事が出来る為に、次のATP加水分解サイクルが開始される。このように、分子内張力によって常に進行方向後ろ側のミオシンからのみADP放出が起こり、ATP結合が起こるように制御されている。また、この分子内張力によるATP加水分解サイクル制御機構は、ノンプロセッシブ型ミオシンでも確認されており、ミオシンファミリー内に於いて一般的な性質であると考えられている。
単量体のミオシンIXによる連続歩行機構は未だに解明されていない点が多いが、アクチンフィラメントと相互作用を行うと考えられているLoop2構造が、ミオシンIXでは他のミオシンファミリーと比較して特異的に長い事から、この部分の特殊な構造は、単量体による連続運動を可能にしていると推察されている。

## 生体内におけるミオシンの機能
ミオシンの機能としては、筋収縮、細胞運動、細胞分裂の際の収縮環、小胞輸送など、直接力発生が関与する物がよく知られている。同時に、力発生に直接関与する過程だけでなく、ミオシンVは細胞膜上の受容体と相互作用する事が知られている。また、ミオシンXは主に仮足（フィロポディア）形成に関与するミオシンであるが、細胞分裂の際に紡錘体と相互作用する事が報告されている。さらに、核内の転写に於いて、核内アクチンやミオシンIがその調節に関与している可能性が指摘されている。その為に、ミオシンは生体内で単純に力発生を行うだけでなく、多様な生体因子を細胞骨格や膜構造とリンクする役割も担っていると考えられる。